# Isola di Sverdlov
L'isola di Sverdlov (in russo Остров Свердлова, ostrov Sverdlova) è un'isola russa che fa parte dell'arcipelago di Severnaja Zemlja ed è bagnata dal mare di Kara.
Amministrativamente fa parte del distretto di Tajmyr del Territorio di Krasnojarsk, nel Distretto Federale Siberiano.

## Geografia
L'isola è situata 500 m a sud della costa sud-orientale dell'isola della Rivoluzione d'Ottobre e a est del capo di Sverdlov (мыс Свердлова, mys Sverdlova). 600 m a est c'è un isolotto senza nome di 250 m di lunghezza.
Ha una forma irregolare, con promontori e insenature; ha una lunghezza massima di 3,5 km e una larghezza di circa 2 km. Nella parte sud-orientale raggiunge un'altezza di 65 m s.l.m. È presente un piccolo lago e un torrente.

## Isole adiacenti
- Isola Nezametnyj (остров Незаметный, ostrov Nezametnyj), 1,3 km a nord-est.
- Isola Chlebnyj (остров Хлебный, ostrov Chlebnyj), 3,45 km a sud-est.